# Смовдь піскова
{{#ifeq:0|0|{{#if:|{{#if:Peucedanumarenarium|[[]}}|}}}}
Смовдь піскова (Peucedanum arenarium) — вид трав'янистих рослин родини окружкові (Apiaceae), поширений у південно-східній Європі й Туреччині.

## Опис
Багаторічна рослина 80–150 см заввишки. Зонтики 4–10 см в діаметрі, з 5–10 нерівними голими променями, що зближуються при плодах. Прикореневі листки на черешках, більш коротких, ніж пластинка; кінцеві часточки 0.5–3.5 см завдовжки. Прикореневі листки двічі або тричі перистороздільні, з лінійними тупуватими на верхівці загостреними частками. Обгортка з 1–5 листочків або її немає; обгорточка з 3–7 лінійно-ланцетних листочків. Квітконіжки вдвічі коротші від плодів. Плоди оберненояйцюваті, з крилатими бічними ребрами 6–10 мм довжиною.

## Поширення
Європа: Чехія, Словаччина, Угорщина, Хорватія, Боснія й Герцеговина, Сербія, Албанія, Чорногорія, Македонія, Болгарія, Греція, Румунія, Молдова Україна, пд.-зх. Росія; Азія: Туреччина.
В Україні зростає на лісових галявинах з піщаним ґрунтом — у Лісостепу і пн.-сх. ч. Лівобережного Степу (на півдні) по річках Самарі й Сів. Дінцю.. Входить до переліку видів, які перебувають під загрозою зникнення на території Кіровоградської області.